# Weihrelief an Kybele (Berlin SK 691)
Das Weihrelief an Kybele in der Antikensammlung Berlin ist ein attisches Weihrelief für die kleinasiatische Göttin Kybele aus der klassischen Phase der antiken griechischen Kunst.

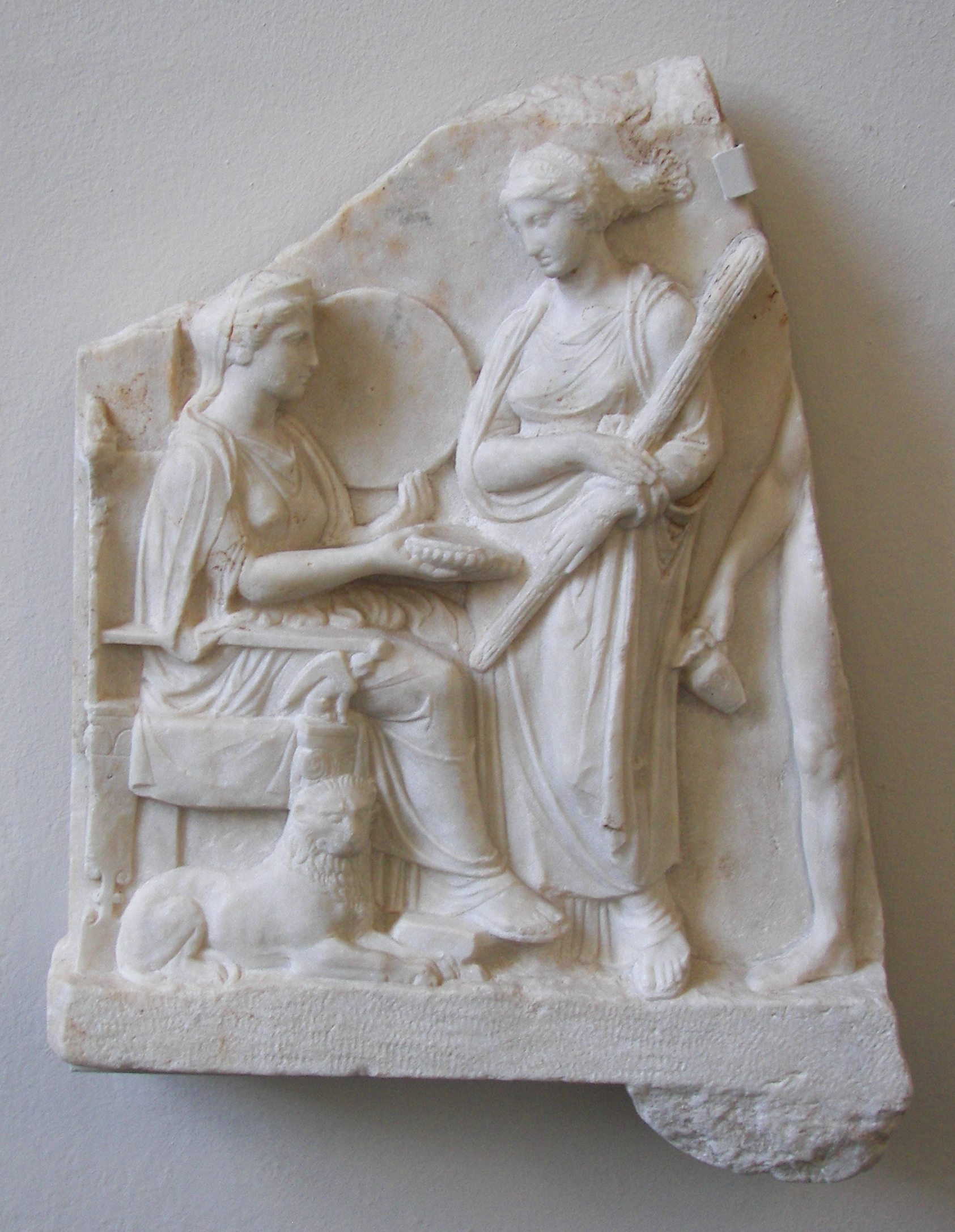
Weiherelief an Kybele, Berlin, Antikensammlung SK 691

Oben rechts fehlt ein weggebrochener Reliefteil, an der rechten Seite ist ebenfalls eine Bruchkante. Es wird vermutet, dass sich hier ein noch einmal so breiter Reliefteil anschloss, wie sich aus dem an der Unterseite erhaltenen Zapfenteil in der Reliefmitte schließen lässt. Seitlich war das Relief von Anten eingefasst, die im flachen Relief jedoch so sehr in den Hintergrund treten, dass der Betrachter sie kaum bemerkte. Das Relief ist aus Pentelischem Marmor gefertigt, 56 cm hoch und 43 cm breit. Angeblich wurde es in Piräus gefunden und 1877 für die Berliner Antikensammlung erworben und ist heute im Alten Museum ausgestellt.
Am linken Bildrand sieht man eine Göttin auf einem Thron sitzen. Es handelt sich um die kleinasiatische mystische Muttergottheit Kybele, die in Athen schlicht als „Meter“ (Mutter) bezeichnet wurde. In ihrer rechten, nach vorn ausgestreckten Hand hält sie eine kannelierte Spendeschale, mit den Fingerspitzen der linken nach oben erhobenen Hand ein im Kult verwendetes Tympanon (eine Rahmentrommel). Kybele ist in einen ionischen Chiton mit geknöpften Scheinärmeln gekleidet. Über den Schultern und Teilen den Kopfes liegt ein Mantel, ihr Haar ist mit einem Diadem geschmückt. Der Thron ist sehr aufwändig gestaltet. Seine vierkantigen Beine sind im unteren Teil volutenartig verziert, die Vorderen im oberen Teil mit Voluten abgeschlossen. Die Rückenlehne endete wahrscheinlich in einem Pinienzapfen, was jedoch aufgrund des Bruches nicht nachprüfbar ist. Die Seitenlehne wird von einer kleinen Sphinx gestützt. Vor dem Thron liegt ein kleiner Löwe.
Vor der thronenden Gottheit steht eine weitere, jüngere Göttin mit einer Fackel. Sie ist ebenfalls mit Chiton und Mantel bekleidet. In ihr wird man eine der jüngeren mystischen Gottheiten, etwa Hekate oder Kore, sehen müssen, die zu den Begleiterinnen der Kybele gehören. Am rechten Rand erkennt man noch Reste einer jungen, nackten, männlichen Figur mit einer kleinen Oinochoe. Es ist wohl Hermes-Kadmilos. Das Relief erinnert in der Darstellung der Kybele an eine vom Phidias-Schüler Agorakritos für ihr Heiligtum in Athen geschaffene Statue. Das Relief rezipiert offenbar dieses bekannte Werk.